# Oedothorax seminolus
Oedothorax seminolus là một loài nhện trong họ Linyphiidae.
Loài này thuộc chi Oedothorax. Oedothorax seminolus được miêu tả năm 1935 bởi Wilton Ivie & Barrows.